# Claude Juimo Siewe Monthé
Pour les articles homonymes, voir Monthé.
Claude Juimo Siewe Monthé est un député et industriel camerounais. 

## Biographie

### Enfance, formation et débuts
Claude Juimo Siewe Monthé est né le 18 décembre 1961 à Douala. Il est le fils aîné de Luc Monthé, ancien adjoint au maire de Douala, mort en 1986. Il suit des études en France et au Canada.

### Carrière
Il devient président de l'entreprise familiale en 1987. Il contribue à la restructuration du groupe Monthé, dont la direction est assurée par son frère Emmanuel Monthé Siewe et sa sœur Gisèle Monthé Noutong.
En 1998, Monthé est nommé à la tête de la Chambre de commerce du Cameroun (CCIMA) par décret présidentiel. Il en assure la présidence jusqu'en 2008. Il est membre du conseil d'administration du groupe Bolloré, et président de celui de la Socapalm, Prodicam SA, Hôtel Parfait Garden SA, SFC SA, Palmraff SA et Konte SA jusqu'en juin 2012.

### Engagement politique
Claude Juimo Monthé s'engage en politique et milite pour le Rassemblement démocratique du peuple camerounais (RDPC). En 2011, il est élu au comité central du parti. Il est candidat aux législatives de 2013 dans le département du Haut-Nkam et est élu député. À l'Assemblée nationale, il fait partie de la Commission des affaires économiques, de la programmation et de l'aménagement du territoire.